# دیوانه (فیلم ۱۹۹۹)
«دیوانه» (انگلیسی: Crazy) فیلمی در ژانر مستند است که در سال ۱۹۹۹ منتشر شد.